# في الليل كل الدماء سوداء
في الليل كل الدماء سوداء ((بالفرنسية: Frère d'âme)‏؛ (بالإنجليزية: At Night All Blood Is Black)‏) هي رواية للروائي الفرنسي ديفيد يوب، فازت الترجمة الإنجليزية لآنا موسكوفاكيس بجائزة بوكر الدولية لعام 2021.